# Sugar (gruppo musicale sudcoreano)
Le Sugar (hangŭl: 슈가) sono una band k-pop sudcoreana, formatasi nel 2001 e scioltasi nel 2006. Sono state attive anche in Giappone nell'ambito del j-pop.

## Storia
Le Sugar debuttarono a dicembre 2001 come quartetto: ne facevano parte Ayumi Lee, Hye-seung, Hwang Jung-eum e Park Soo-jin. Il primo brano fu Sweet Love, che non ebbe molto successo; il secondo, Tell Me Why, venne invece accolto più favorevolmente, ma le vendite del gruppo furono sempre mediocri. Dopo la pubblicazione del secondo album in studio, Shine, debuttarono in Giappone nel 2003, con i singoli TAKE IT SHAKE IT e Real identity, rispettivamente sigla di apertura e di chiusura della prima stagione dell'anime Kaleido Star. In seguito all'uscita dell'EP Secret in patria, le Sugar si dedicarono esclusivamente al mercato nipponico, realizzando tre singoli che vennero inseriti nel primo album giapponese, Double Rainbow. Poco dopo, Hwang Jung-eum lasciò il gruppo per lavorare come solista e venne sostituita dalla cantante Lee Ha-rin.
La nuova formazione pubblicò il quarto singolo giapponese, Heartful, e, sei mesi dopo, il quinto e ultimo singolo Himawari / LOVEACCELE. Seguì un altro album in studio, Sweet Lips, che segnò il ritorno delle Sugar sul mercato discografico sudcoreano e una svolta di stile e di immagine, nel tentativo di ottenere maggior favore dal pubblico sudcoreano: l'album conteneva meno materiale bubblegum pop, ed anzi si focalizzava su canzoni con influenze rock e ballad. Due mesi più tardi, uscì il secondo album giapponese, intitolato COLORS 4 WISHES e, poco dopo, Park Soo-jin uscì dal gruppo per dedicarsi ad una carriera da attrice una volta scaduto il contratto discografico. Nessun nuovo membro la sostituì, e il trio rimasto raccolse tutti i videoclip usciti in Giappone nel DVD 7 STARS. Intanto, Ayumi Lee debuttò come solista in patria nel luglio del 2006. Nei mesi che seguirono, le Sugar presero un periodo di pausa di durata indefinita e il 20 dicembre, data di scadenza del contratto con la SM Entertainment, KBS World Radio annunciò lo scioglimento del gruppo e l'intenzione dei membri di proseguire come soliste.

## Formazione
- Ayumi Lee (25 agosto 1984) – voce (2001-2006)
- Hye-seung/Sae-byul – voce (2001-2006)
- Lee Ha-rin (8 settembre 1983) – voce (2004-2006)

Membri precedenti
- Hwang Jung-eum (25 dicembre 1984) – voce (2001-2004)
- Park Soo-jin (27 novembre 1985) – voce (2001-2006)

## Discografia

### Album coreani
- 2002 – Tell Me Why
- 2003 – Shine
- 2005 – Sweet Lips

### Singoli coreani
- 2004 – Secret

### Album giapponesi
- 2004 – Double Rainbow
- 2005 – COLORS 4 WISHES

### Singoli giapponesi
- 2003 – TAKE IT SHAKE IT / Real identity
- 2004 – GO THE DISTANCE
- 2004 – All My Loving / Sakura Ressha
- 2004 – Kaze to Hanataba / Present / Heart & Soul
- 2005 – Heartful
- 2005 – Himawari / LOVEACCELE